# Villa romaine de Bapteste
La villa romaine de Bapteste est une villa romaine située au lieu-dit Bapteste, sur le territoire de la commune de Moncrabeau, en Lot-et-Garonne.

## Histoire
La villa a été découverte en 1871. Les fouilles ont été dirigées par Anatole Faugère-Dubourg et Xavier Teulières. Cette découverte a été annoncée dans un article paru dans Le Moniteur universel du 9 janvier 1872.
Dès 1872, une grange-musée est construite pour abriter les mosaïques des plus belles salles et le mobilier. En 1965, le bâtiment tombait en ruine et depuis a été rasé. De nouvelles fouilles sur le terrain de la villa, depuis à nouveau labouré, furent effectuées en 1995 et ne purent que constater les dégâts. 
Les éléments de peintures et de mosaïques découverts pendant les fouilles datent du IVe siècle. Une première villa a dû exister dès le Ier siècle ou au début du IIe siècle. Les éléments de mobilier découverts sur le site montrent qu'il a été occupé depuis la protohistoire.
Le IVe siècle doit correspondre à l'apogée du développement de la villa, avant les premières grandes invasions et l'arrivée des Wisigoths en Aquitaine.
Une historien local, Reinhold Dezeimeris, a voulu démontrer au moment de sa découverte que la villa était l'Ebromagus dont a parlé saint Paulin. Cette hypothèse a été développée par la découverte d'une pièce de forme octogonale suivie d'une autre en triconque à une extrémité de la villa que Georges Tholin a assimilée sans preuve à un baptistère dans l'article qu'il a écrit en 1874.
La villa était encore occupée à l'époque paléochrétienne d'après les objets trouvés. Le site n'a dû être abandonné qu'au VIIIe siècle, peut-être au moment au Pépin le Bref a entrepris de conquérir l'Aquitaine.
La villa a été classée au titre des monuments historiques en 1875,.

## Description
La villa de Bapteste comprend plus de quarante salles renfermées dans un parallélogramme régulier. Ces pièces sont disposées autour de deux grandes cours intérieures bordées de galeries. Cette disposition reprend celle des grandes villas romaines de quelques importances construites dans tous les pays. C'est une copie agrandie des maisons de ville. Une de ces cours est l'atrium, l'autre le peristylium.
Dans cette  maison de maître, des conduits de chaleur sont placés sous les pavages. Ces conduits ont été disposés dans les chambres disposés au sud, c'est l'habitation d'hiver. Ces conduits n'existent pas dans les pièces situées au nord, c'est l'habitation d'été.
La villa ne devait avoir qu'un seul étage car les murs sont peu épais.